# エクストラクションロープ
エキストラクションロープ（エクストラクションロープ）は、ファストロープ降下及び吊り下げに用いるロープ（Fast Extraction Rope）。特に、軍用のヘリコプターから人員を迅速に降下または吊り下げて輸送を行う場合に使用される。
　降下の際に使用する直径4センチ程のファストロープに一定間隔でパーソネル・ループと呼ばれる輪が編み込まれており、通常はファストロープとセットで「ファストロープ・インサーション・エキストラクション・システム（Fast-Rope Insertion Extraction System＝ファストロープを使った進入・撤収システム）」と呼ばれ、その頭文字をとってFRIESと略称される。

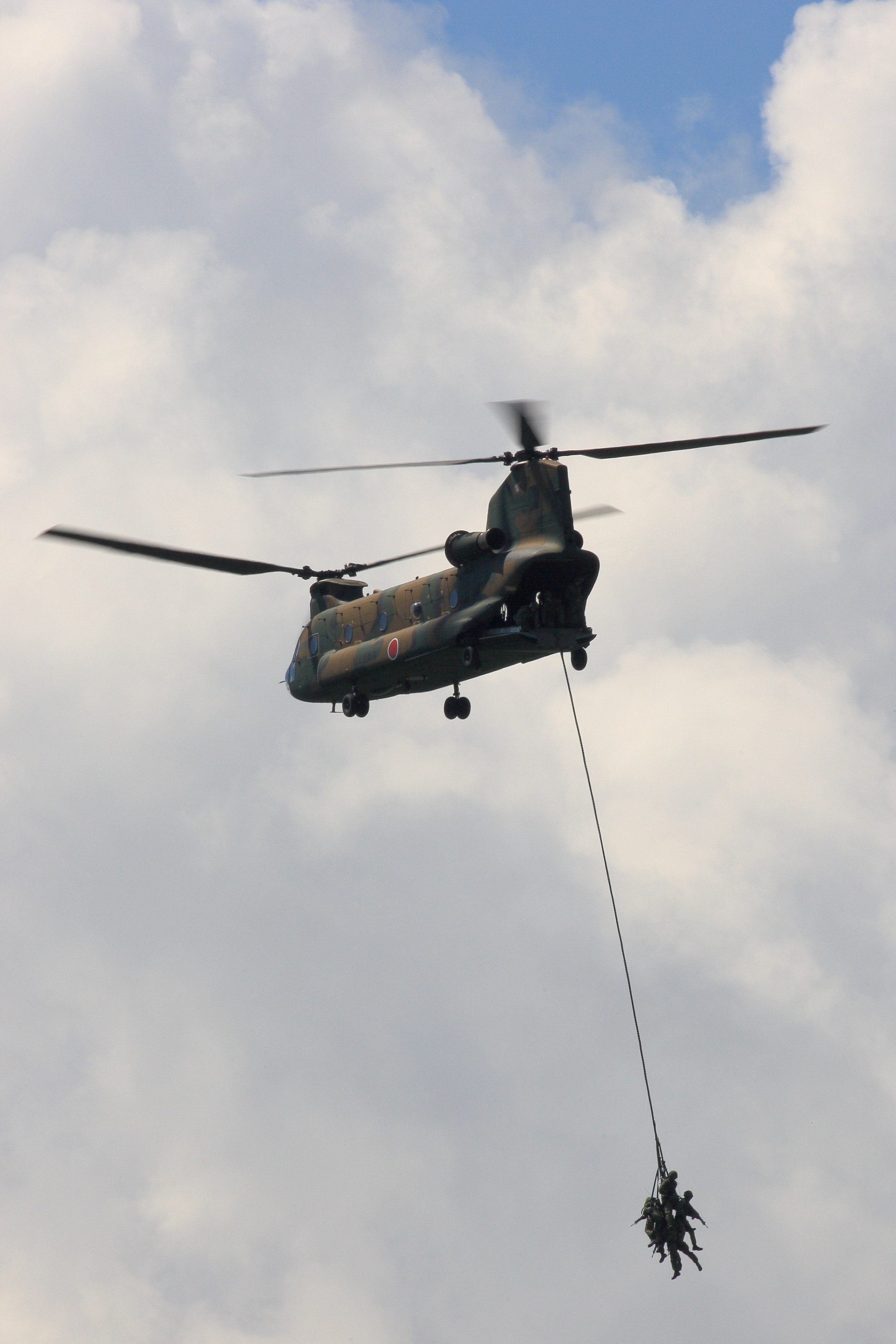
エキストラクションロープを使用した離脱要領

## 陸上自衛隊における運用
陸上自衛隊では、ファストロープ降下及び吊り下げ離脱もFRIESと共に構成されたエキストラクションロープを使用し、航空科部隊に配備される。
運用方法は、CH-47J/JAヘリにロープを吊り下げ、隊員が自らの体に装着した器材にロープを装着し、ヘリに吊下されたまま移動をする。
また第102飛行隊のみUH-60JAからのファストロープ降下を行っている。
富士総合火力演習のほか、一部の駐屯地祭で披露される。